# Biache-Saint-Vaast
Biache-Saint-Vaast – miejscowość i gmina we Francji, w regionie Hauts-de-France, w departamencie Pas-de-Calais.
Według danych na rok 1990 gminę zamieszkiwało 3981 osób, a gęstość zaludnienia wynosiła 429 osób/km² (wśród 1549 gmin regionu Nord-Pas-de-Calais Biache-Saint-Vaast plasuje się na 222. miejscu pod względem liczby ludności, natomiast pod względem powierzchni na miejscu 368.).